# Oued Nini
Pour les articles homonymes, voir Nini (homonymie).
Oued Nini est une commune de la wilaya d'Oum El-Bouaghi en Algérie.

## Géographie
La commune est enclavée, et vit de maraîchage et d'élevage.

### Localités de la commune
La commune de Oued Nini est composée de 16 localités  :
- Henchir Douames
- Salef M'Toussa
- Djemaa
- Bir Kouaoucha
- Safel Nini
- Remadjet Chih
- Maazoula
- Aioun El Bioudh
- Medareg Narou
- Metirchou
- Safel Metirchou
- Zerdaba
- Ben Fech
- El Bered
- Ramadia El Kahla
- Metirchou Loutani